# سسک کرم‌خوار
سسک کرم‌خوار (نام علمی: Helmitheros vermivorum) یک چرخ‌ریسک‌نمای کوچک جهان جدید است که در شرق ایالات متحده تولیدمثل می‌کند و برای زمستان به جنوب مکزیک، دریای کارائیب و آمریکای مرکزی کوچ می‌کند.